# 윤선
윤선(輪船)은 조선 명종(明宗) 5년(1550년) 2월에 건조되었다. 중국에서 8세기 이전에 나타난 윤선은 발로 밟아서 수차(水車)를 돌려 움직이는 동력선(動力船)이다. 서구에서는 1543년에 비로소 실용되었던 패들 휠 보트(paddle wheel boat)가 한국에서는 명종 8년(1553년) 9월에 진수되어 시험되었다. 그것은 안현(安玹)이 경상도 관찰사로 있을 때 <대학연의 보유(大學衍義補遺)>의 윤선제(輪船制)를 연구하고 김순고(金舜皐)에게 설계와 건조를 맡겼던 것이다. 진수, 시험항해에 성공하자 안현은 그것을 조운(漕運)에 사용하도록 청하였다. 윤선은 그 후 조선 순조(純祖) 때에도 이순신(李舜臣)의 후손인 전라우수사 이민수(李民秀)에 의하여 좌우 각 2륜(輪)이 있는 것이 만들어졌는데 장정(壯丁) 1명이 1륜을 밟도록 하여 모두 4명이 밟으면 매우 빨랐다. 그러나 무슨 이유에서인지 윤선은 실용화되지 않았다. 1550년 명종 5년에 개발된 이 윤선(輪船)은 이후 이순신에 의해 창선과 함께 거북선으로 개량되었다.